# Le Travail interrompu
Le Travail interrompu est une peinture réaliste de William-Adolphe Bouguereau réalisée en 1891. Elle est actuellement conservée au Mead Art Museum à Amherst dans le Massachusetts.
Le tableau dépeint une femme assise à côté d'une urne remplie de pelotes de laine ; Cupidon se penche sur son épaule et lui parfume l'oreille. Les délicates couleurs lumineuses associées aux coups de pinceau à peine visibles sont typiques du travail de l'artiste.

## Voir également
- Galerie William-Adolphe Bouguereau